# Ladislav Prášil
Ladislav Prášil (ur. 17 maja 1990 w Šternberku) – czeski lekkoatleta specjalizujący się w pchnięciu kulą.
Bez powodzenia startował w 2007 na mistrzostwach świata juniorów młodszych w Ostrawie. Siódmy zawodnik juniorskich mistrzostw Europy z 2009. W 2011 był piąty na młodzieżowych mistrzostwach Starego Kontynentu. Bez powodzenia startował w 2012 na mistrzostwach Europy w Helsinkach. Na początku 2013 zdobył brąz halowych mistrzostw Europy w Göteborgu. W tym samym roku zajął 6. miejsce na mistrzostwach świata. Szósty zawodnik halowych mistrzostw Europy w Belgradzie (2017).
Stawał na podium mistrzostw Czech.
Rekordy życiowe: stadion – 21,47 (20 kwietnia 2013, Potchefstroom); hala – 21,10 (28 sierpnia 2013, Zurych). Zawodnik jest halowym rekordzistą Czech w pchnięciu juniorską kulą o wadze 6 kilogramów (19,37 w 2009).

## Osiągnięcia
| Rok  | Impreza                               | Miejsce   | Lokata            | Wynik |
| ---- | ------------------------------------- | --------- | ----------------- | ----- |
| 2007 | Mistrzostwa świata juniorów młodszych | Ostrawa   | el. – 31. miejsce | 16,97 |
| 2009 | Mistrzostwa Europy juniorów           | Nowy Sad  | 7. miejsce        | 18,85 |
| 2011 | Młodzieżowe mistrzostwa Europy        | Ostrawa   | 5. miejsce        | 18,41 |
| 2012 | Mistrzostwa Europy                    | Helsinki  | el. – 19. miejsce | 18,87 |
| 2013 | Halowe mistrzostwa Europy             | Göteborg  | 3. miejsce        | 20,29 |
| 2013 | I liga drużynowych mistrzostw Europy  | Dublin    | 1. miejsce        | 20,62 |
| 2013 | Mistrzostwa świata                    | Moskwa    | 5. miejsce        | 20,98 |
| 2014 | Mistrzostwa Europy                    | Zurych    | el. – 13. miejsce | 19,83 |
| 2015 | Halowe mistrzostwa Europy             | Praga     | 3. miejsce        | 20,66 |
| 2016 | Mistrzostwa Europy                    | Amsterdam | el. – 14. miejsce | 19,56 |
| 2017 | Halowe mistrzostwa Europy             | Belgrad   | 6. miejsce        | 20,73 |
| 2017 | Mistrzostwa świata                    | Londyn    | el. – 18. miejsce | 20,04 |